# Inocencia rebelde
Inocencia rebelde (Lawn Dogs en inglés) es una película dramática y fantástica angloestadounidense de 1997 dirigido por John Duigan y protagonizada por Mischa Barton y Sam Rockwell. La producción se centra en una niña de 10 años residente en una urbanización de la alta sociedad que entabla amistad con un joven jardinero que le triplica la edad. Su curiosidad la lleva a examinar las repercusiones sociales de su amistad. El filme está escrito por Naomi Wallace y fue la última producción de la productora Rank Organisation.
El argumento está ligeramente basado en la leyenda de Baba Yaga. Aunque el rodaje tuvo lugar en Louisville y Danville (ambas localidades de Kentucky), es una producción británica producida por Duncan Kenworthy.
Lawn Dogs ganó varios premios y festivales cinematográficos de Europa y obtuvo críticas positivas, en especial por la actuación de Barton.

## Argumento
Devon Stockard (Mischa Barton) es una niña de 10 años que se ha mudado con sus padres: Morton y Clare (Christopher McDonald y Kathleen Quinlan) a una urbanización residencial llamada Camelot Gardens. Tras recuperarse de una operación cardíaca, estos la animan a que haga nuevos amigos y que venda galletas por la comunidad. Lejos de hacer caso a sus padres, Devon sale de la urbanización y se adentra en un bosque en el que vive Trent Burns (Sam Rockwell) dentro de una caravana y que trabaja como jardinero. A lo largo de la película, Devon realiza paralelismos con la leyenda de Baba Yaga.
A pesar de las molestias de Trent porque la niña se adentre en su propiedad y por los intentos de que se marche, empieza a crecer una amistad entre ambos que deciden mantener en secreto por la diferencia de edad y las clases sociales. Un día, mientras trabajaba en Camelot, este tiene un altercado con dos residentes jóvenes: Brett y Sean (David Barry Gray y Eric Mabius), este primero aparte de tener una aventura con la madre de Devon, intenta abusar de la pequeña sin éxito. Cuando esta le explica el incidente a sus padres, ellos deciden mirar hacía otro lado y explicarle que solo intentaba "hacerle cosquillas". Por otro lado, Clare empieza a percatarse de la amistad de su hija con el jardinero, mientras Brett y Sean le destrozan el cortacésped tras echarle azúcar en el motor después de que estos le tomaran por un ladrón tras desaparecer cuatro CD, más tarde empieza una pelea entre los tres mientras se dirigía a su casa.
Al paso de los días, la amistad entre ambos va creciendo y deciden visitar a los padres de Trent (Beth Grant y Tom Aldredge), un veterano de la Guerra de Corea que padece una enfermedad pulmonar. Tras abandonar la casa y conducir por el condado, Devon decide enseñarle su cicatriz quirúrgica muy a pesar de Trent, que empieza a sentirse incómodo porque una menor se desvista ante él, en cambio este le enseña una cicatriz producida por una herida de bala tras un percance con un policía. Mientras están en el campo, ven como el perro de Sean, de raza dóberman y bastante peligroso,, se ha escapado y deciden huir enseguida con mala fortuna que Trent lo atropella tras cruzarse. Cuando baja del vehículo y ve al animal malherido, decide matarlo para evitar su sufrimiento, tal acto deja a Devon marcada y huye a casa de sus padres.
Estos se quedan consternados por el comportamiento agitado de la pequeña, la cual se niega a dar detalles a excepción de que el jardinero mató al perro de Sean y que ambos se tocaron sus cicatrices al otro. Morton enseguida piensa que Trent ha abusado de su hija se dirige furioso a la propiedad de este acompañado por Sean y el guardia de seguridad de la urbanización para lincharle mientras Devon se queda en el coche.
Al no tener opción de defenderse por sí mismo, Devon coge la pistola de su padre y amenaza con disparar a los tres si no se alejan de él. Finalmente dispara a Sean en el abdomen. Mientras, Sean va desangrándose, Devon le pide a Trent que se marche y al igual que en la fábula de Baba Yaga, le regala un pañuelo y un peine rojo con los que conseguirá huir de sus perseguidores.
Mientras observa como su amigo se va, esta le ordena a su padre a punta de pistola que la levante y la lleve hasta un árbol en el que tanto ella como Trent colocaron lazos rojos y se imagina que tras el jardinero empieza a levantarse un río y un bosque frondoso que le ayudan en su huida.

## Reparto
- Mischa Barton es Devon Stockard.
- Sam Rockwell es Trent.
- Christopher McDonald es Morton Stockard.
- Kathleen Quinlan es Clare Stockard.
- Miles Meehan es Billy.
- Bruce McGill es Nash.
- David Barry Gray es Brett.
- Eric Mabius es Sean.
- Angie Harmon es Pam.
- José Orlando Araque es el Cartero.
- Beth Grant es Madre de Trent.
- Tom Aldredge es Padre de Trent.

## Recepción
La película obtuvo críticas positivas por parte de los críticos. En el sitio web Rotten Tomatoes, el filme obtuvo una valoración del 72% en un total de 18 críticas. Time Out alabó el trabajo del director y declaró: "[él] ha mantenido una atmósfera en la que el sueño y la pesadilla estaban a pocos pasos" además de calificarla de "encanto extravagante". Janet Maslin de The New York Times valoró positivamente el papel de Barton y Rockwell aparte de comentar: "el film muestra a una joven actriz ecuánime y a un hombre con carisma", también destacó los momentos místicos de la película al añadir los aspectos de un cuento de hadas a la producción respecto a la amistad entre Devon y Trent y concluyó en el trabajo de Duigan: "trae aire fresco a una historia que compite contra la sensatez convencional". Empire valoró la actuación "hipnótica" de Barton y el argumento "inteligente" de Wallace y comentó en su crítica el uso imaginativo de Duigan de su material en el que muestra la vida hogareña, semi acartonada y sin credibilidad de su familia poniendo al final como ganador el final fantástico.

### Premios y nominaciones
| Año  | Premio                                                | Categoría                                | Resultado |
| ---- | ----------------------------------------------------- | ---------------------------------------- | --------- |
| 1997 | Festival de Cine Internacional de Atenas              | "Premio del público" - John Duigan       | Premiado  |
| 1997 | Festival Internacional de Cine de Montreal            | "Mejor actor" - Sam Rockwell             | Premiado  |
| 1997 | Festival Internacional de Cine de Montreal            | "Grand Prix des Amériques" - John Duigan | Nominado  |
| 1997 | Festival de Cine de Estocolmo                         | "Premio del público" - John Duigan       | Premiado  |
| 1997 | Festival de Cine de Sitges                            | "Mejor actor" - Sam Rockwell             | Premiado  |
| 1997 | Festival de Cine de Sitges                            | "Mejor guion" - Naomi Wallace            | Premiado  |
| 1997 | Festival de Cine de Sitges                            | "Mejor película" - John Duigan           | Nominado  |
| 1998 | Festival Internacional de Cine Fantástico de Bruselas | "Cuervo de Oro" - John Duigan            | Premiado  |
| 1998 | Festival Internacional de Cine Fantástico de Bruselas | "Gran Premio de Plata" - John Duigan     | Premiado  |
| 1998 | Fantafestival                                         | "Gran Premio de Oro" - John Duigan       | Nominado  |